# Be good
Be good – singel polskiego piosenkarza Dominika Dudka z jego debiutanckiego mini-albumu, zatytułowanego Ja śnię. Singel został wydany 15 lutego 2023. Autorami piosenki są Dominic Buczkowski-Wojtaszek, Mateusz Kotkowski, Patryk Kumór, Hotel Torino oraz Dominik Dudek, którzy również odpowiadają za produkcję utworu.
Kompozycja znalazła się na 17. miejscu listy OLiA, najczęściej odtwarzanych utworów w polskich rozgłośniach radiowych.

## Geneza utworu i historia wydania
Utwór napisali i skomponowali Dominic Buczkowski-Wojtaszek, Mateusz Kotkowski, Patryk Kumór, Hotel Torino oraz Dominik Dudek, którzy również odpowiadają za produkcję utworu.
Singel ukazał się w formacie digital download 15 lutego 2023 w Polsce za pośrednictwem wytwórni płytowej Island w dystrybucji Universal Music Polska. Piosenka została umieszczona na debiutanckim mini-albumie Dominika Dudka – Ja śnię.

## „Be good” w stacjach radiowych
Nagranie było notowane na 17. miejscu w zestawieniu OLiA, najczęściej odtwarzanych utworów w polskich rozgłośniach radiowych.

## Tu bije serce Europy! Wybieramy hit na Eurowizję!
Piosenka znalazła się wśród propozycji dopuszczonych do programu Tu bije serce Europy! Wybieramy hit na Eurowizję! stanowiącego polskie eliminacje do 67. Konkursu Piosenki Eurowizji. 26 lutego utwór zajął trzecie miejsce w finale programu.

## Lista utworów
- Digital download[3]

1. „Be good” – 3:00

## Notowania

### Pozycje na listach airplay
| Kraj   | Lista                          | Najwyższa pozycja |
| ------ | ------------------------------ | ----------------- |
| Polska | OLiS – oficjalna lista airplay | 17                |

## Wyróżnienia
| Rok  | Konkurs                  | Kategoria    | Rezultat    |
| ---- | ------------------------ | ------------ | ----------- |
| 2023 | Przebój roku RMF FM 2023 | Przebój roku | 88. miejsce |